# Novelda
Novelda es un municipio de España situado en el interior de la provincia de Alicante, en la comarca del Medio Vinalopó. Conocido por su producción de uva y el comercio de especias y mármol, la localidad cuenta con una población de 26 213 habitantes (INE 2024).

## Geografía
Integrado en la comarca de Medio Vinalopó, se encuentra situado a 12 kilómetros de la capital comarcal, Elda, a 18 kilómetros de Elche y a 28 kilómetros de Alicante. El término municipal está atravesado por la autovía de Alicante A-31, que integra la carretera N-330 entre los pK 23 y 29, así como por la carretera N-325, que permite la comunicación con Aspe y Crevillente. 
| Noroeste: Monóvar | Norte: Elda y Petrel | Noreste: Petrel y Monforte del Cid |
| Oeste: La Romana  |                      | Este: Monforte del Cid             |
| Suroeste: Aspe    | Sur: Aspe            | Sureste: Monforte del Cid y Aspe   |

### Orografía
A grandes rasgos, el término municipal de Novelda se ubica en la zona externa de las cordilleras Béticas. Dicha estructura geológica se ve influenciada por el accidente tectónico por donde transcurre el río Vinalopó, que atraviesa todo el territorio de noroeste a sureste. En el cerro de la Mola (541 m) se levanta el castillo que fue el origen del municipio. La altitud del territorio oscila entre los 695 m al noroeste (sierra de Betíes) y los 190 metros en la ribera del río Vinalopó. Al noreste y al suroeste se levantan otras sierras que oscilan entre los 400 y 650 m. La ciudad se alza a 241 metros sobre el nivel del mar[cita requerida].

### Clima
El clima de Novelda es el típico de la provincia de Alicante, un clima mediterráneo árido, con temperaturas suaves a lo largo del año. Las lluvias escasean, se concentran en los equinoccios. La temperatura media es de 17'8 °C. Novelda se caracteriza por tener veranos cálidos y húmedos a la vez que inviernos suaves. La época calurosa abarca desde el 16 de junio hasta el 14 de septiembre, sobrepasando los 28 °C diarios. En cambio, la temporada fría se prolonga desde el 17 de noviembre al 15 de marzo, y no se suele sobrepasar los 18º diarios.
| Parámetros climáticos promedio de observatorio del Novelda (251 msnm) (periodo de referencia: 1981-2024, extremas 1943-2019) | Parámetros climáticos promedio de observatorio del Novelda (251 msnm) (periodo de referencia: 1981-2024, extremas 1943-2019) | Parámetros climáticos promedio de observatorio del Novelda (251 msnm) (periodo de referencia: 1981-2024, extremas 1943-2019) | Parámetros climáticos promedio de observatorio del Novelda (251 msnm) (periodo de referencia: 1981-2024, extremas 1943-2019) | Parámetros climáticos promedio de observatorio del Novelda (251 msnm) (periodo de referencia: 1981-2024, extremas 1943-2019) | Parámetros climáticos promedio de observatorio del Novelda (251 msnm) (periodo de referencia: 1981-2024, extremas 1943-2019) | Parámetros climáticos promedio de observatorio del Novelda (251 msnm) (periodo de referencia: 1981-2024, extremas 1943-2019) | Parámetros climáticos promedio de observatorio del Novelda (251 msnm) (periodo de referencia: 1981-2024, extremas 1943-2019) | Parámetros climáticos promedio de observatorio del Novelda (251 msnm) (periodo de referencia: 1981-2024, extremas 1943-2019) | Parámetros climáticos promedio de observatorio del Novelda (251 msnm) (periodo de referencia: 1981-2024, extremas 1943-2019) | Parámetros climáticos promedio de observatorio del Novelda (251 msnm) (periodo de referencia: 1981-2024, extremas 1943-2019) | Parámetros climáticos promedio de observatorio del Novelda (251 msnm) (periodo de referencia: 1981-2024, extremas 1943-2019) | Parámetros climáticos promedio de observatorio del Novelda (251 msnm) (periodo de referencia: 1981-2024, extremas 1943-2019) | Parámetros climáticos promedio de observatorio del Novelda (251 msnm) (periodo de referencia: 1981-2024, extremas 1943-2019) |
| Mes | Ene. | Feb. | Mar. | Abr. | May. | Jun. | Jul. | Ago. | Sep. | Oct. | Nov. | Dic. | Anual |
| --- | --- | --- | --- | --- | --- | --- | --- | --- | --- | --- | --- | --- | --- |
| Temp. máx. abs. (°C) | 24.0 | 24.4 | 28.5 | 32.0 | 33.4 | 39.8 | 44.8 | 44.0 | 36.8 | 34.1 | 24.0 | 21.0 | 44.8 |
| Temp. máx. media (°C) | 15 | 16 | 18 | 21 | 24 | 28 | 31 | 31 | 28 | 24 | 19 | 16 | 22.6 |
| Temp. mín. media (°C) | 5 | 5 | 7 | 10 | 13 | 17 | 20 | 20 | 17 | 13 | 9 | 6 | 11.8 |
| Temp. mín. abs. (°C) | −7.0 | −6.6 | −3.0 | −1.2 | 3.6 | 8.0 | 12.1 | 13.8 | 7.4 | −0.0 | −2.9 | −5.1 | −7.0 |
| Precipitación total (mm) | 34 | 37 | 56 | 59 | 44 | 14 | 3 | 11 | 58 | 62 | 29 | 32 | 439 |
| Días de precipitaciones (≥ 1 mm)                                                                                             | 6 | 6 | 7 | 8 | 7 | 4 | 1 | 3 | 5 | 7 | 5 | 6 | 65 |
| Días de nevadas (≥ ) | 0.8 | 0.6 | 0.1 | 0.0 | 0.0 | 0.0 | 0.0 | 0.0 | 0.0 | 0.0 | 0.1 | 0.3 | 1.5 |
| Horas de sol | 188 | 187 | 111 | 145 | 202 | 265 | 376 | 367 | 304 | 232 | 190 | 188 | 2536 |
| Humedad relativa (%) | 67 | 62 | 70 | 73 | 78 | 80 | 82 | 84 | 75 | 77 | 67 | 61 | 76 |
| Fuente: Agencia Estatal de Meteorología                                                                                      | | | | | | | | | | | | | |

## Historia

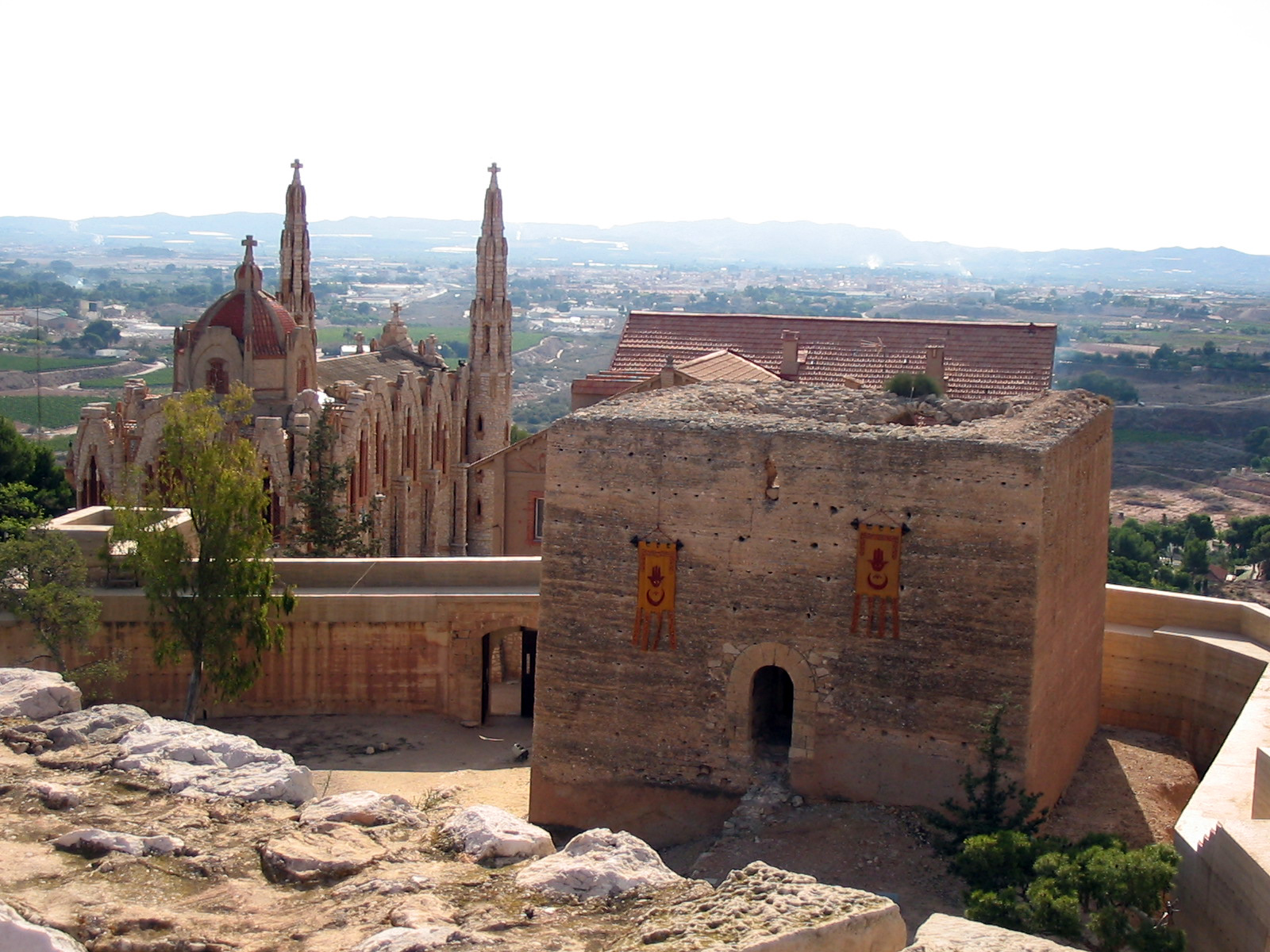
Torre cuadrada del Castillo de la Mola

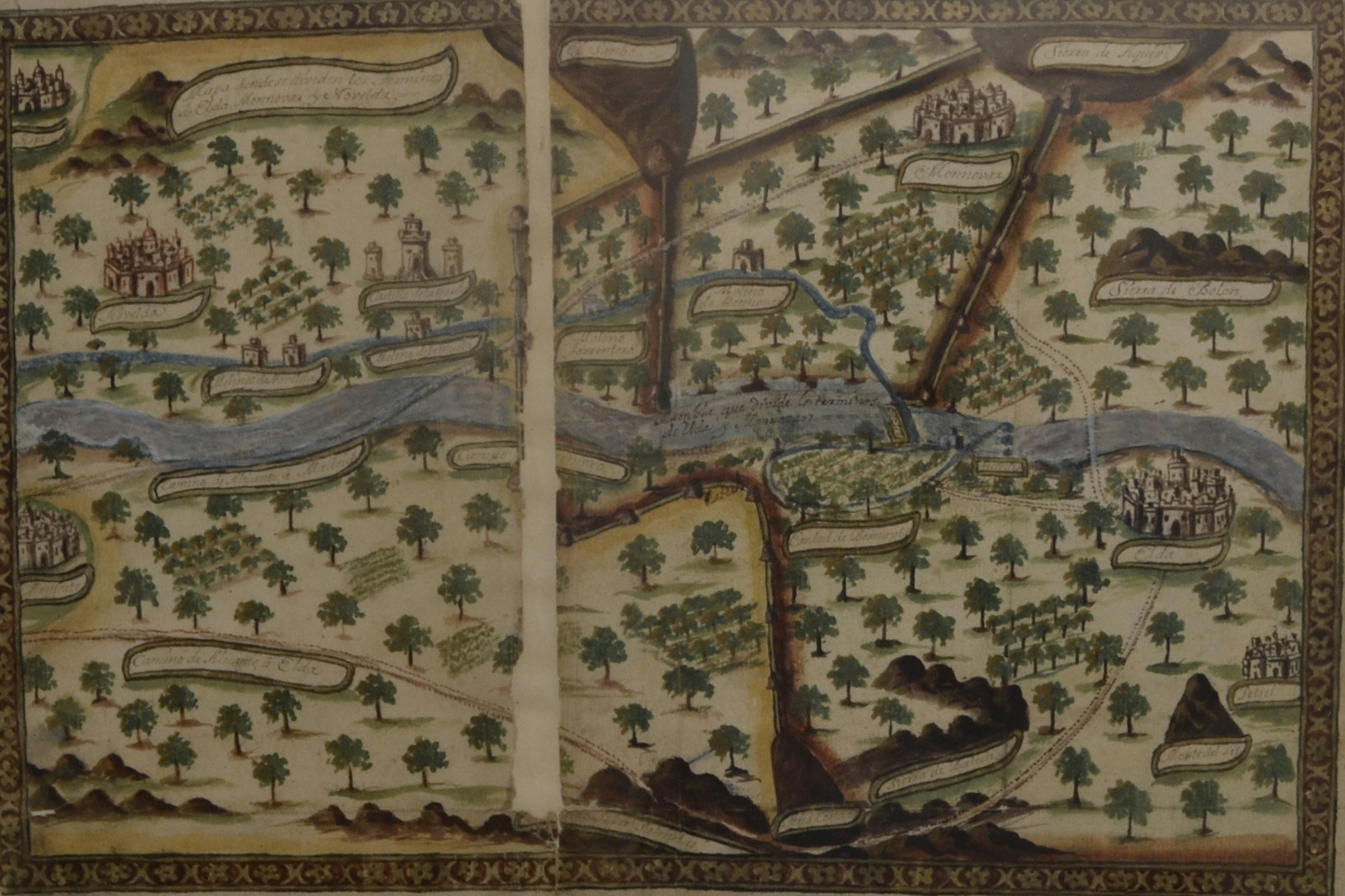
Mapa de la división de términos entre Elda, Novelda y Monóvar (1719).

El importante eje caminero del Vinalopó y los numerosos vestigios arqueológicos —los más antiguos se remontan al Eneolítico— atestiguan la temprana ocupación de la zona. Conquistada por los castellanos, fue entregada al Señor de Villena, el infante Manuel de Castilla, hermano de Alfonso X El Sabio, como parte del apanage castellano de Villena. Entre 1243 y 1252 Novelda formó parte del Reino de Murcia por el Tratado de Almizra. En 1252 quedaba integrada entre los términos de la municipalidad de Alicante. A finales del siglo XIII, en el 1296, se incorporaba al Reino de Valencia.
En 1366, Pedro el Ceremonioso, rey de Aragón, cedía el señorío a Mateo Gornay. En 1393, su hijo, Juan I, y la esposa de este, Violante, nombraron a Pedro Maça de Liçana señor del lugar y del castillo. Esta casa constituyó, en 1448, la baronía de Novelda. Con posterioridad fue propiedad, sucesivamente, de los Rocamora, de los duques de Mandás, de los marqueses de Terranova, condes de la Granja y marqueses de la Romana.
Durante los siglos XV y XVI, la fortaleza parece definitivamente abandonada, no así la población que siguió prosperando, de tal forma que en 1510 contaba con 230 familias que, en 1595, habían pasado a ser 2115 habitantes, de los que la mayoría eran moriscos. La expulsión de 1609 representó para la ciudad una grave crisis demográfica y económica de la que no saldría hasta entrado el siglo XVIII [cita requerida].
En 1611 le fue concedida carta de poblamiento. Durante la guerra de Sucesión tomó partido a favor del archiduque Carlos. En 1837 llegó la abolición de los señoríos, además de la desamortización, lo que provocó una consolidación de una incipiente burguesía agraria y comercial. Novelda sufría un aumento demográfico importante. En 1901 se le concedía el título de ciudad.

## Geografía humana

### Demografía
Cuenta con una población de 26 213 habitantes (INE 2024).
| Gráfica de evolución demográfica de Novelda entre 1842 y 2021                                                       |
| |
| Población de derecho según los censos de población del INE Población de hecho según los censos de población del INE |

| 1857   | 1887   | 1900   | 1910   | 1920   | 1930   | 1940   | 1950   | 1960   | 1970   | 1981   | 1991   | 2001   |
| ------ | ------ | ------ | ------ | ------ | ------ | ------ | ------ | ------ | ------ | ------ | ------ | ------ |
| 9.648  | 11.388 | 12.045 | 11.994 | 9.508  | 10.349 | 10.598 | 12.911 | 17.344 | 20.776 | 21.928 | 24.111 | 26.335 |
| 2006   | 2007   | 2008   | 2009   | 2010   | 2011   | 2012   | 2013   | 2014   | 2015   | 2016   | 2018   | 2019   |
| 27.927 | 26.525 | 27.008 | 27.135 | 27.104 | 26.873 | 26.692 | 26.517 | 26.292 | 26.146 | 26.054 | 25.725 | 25.651 |
| 2020   | 2021   | 2022   | 2023   | 2024   |        |        |        |        |        |        |        |        |
| 25.741 | 25611  | 25.592 | 25.771 | 26.213 |        |        |        |        |        |        |        |        |

### Economía
Novelda posee una variedad laboral económica amplia, pero si bien destaca en algo, es en la producción de estos tres sectores, los cuales han tenido una gran relevancia a lo largo de la historia de la ciudad:
- Uva: La agricultura noveldense gira en torno al monocultivo de la uva de mesa, una práctica que comenzó a darse en el siglo XIX. Sus dos variedades principales son: Aledo e Ideal.[12]
- Mármol: La actividad industrial más importante en Novelda es la fabricación y elaboración del mármol y de piedra natural. Se cree que el inicio de este sector industrial se remite a finales de siglo XIX.[13] La arquitectura madrileña de los siglos XIX y XX hizo un uso muy intensivo de piedra de Novelda, que podía por primera vez ser transportada a un precio asequible gracias a la generalización del ferrocarril.
- Especias: Otra actividad industrial representada en el municipio es la agroalimentaria, especializada en el envasado y comercialización de infusiones, condimentos y especias, particularmente el azafrán.[14]

## Administración y política
| Periodo   | Nombre | Partido        |
| --------- | --- | -------------- |
| 1979-1983 | Salvador Sánchez Arnaldos                                                                                        | PSPV-PSOE      |
| 1983-1987 | Salvador Sánchez Arnaldos                                                                                        | PSPV-PSOE      |
| 1987-1991 | Salvador Sánchez Arnaldos                                                                                        | PSPV-PSOE      |
| 1991-1995 | Salvador Sánchez Arnaldos (1991-1993) Luis Gómez Díez (1993-1995)                                                | PSPV-PSOE      |
| 1995-1999 | Milagrosa Martínez (1995-1997) Luis Gómez Díez (1997-1999)                                                       | PPCV PSPV-PSOE |
| 1999-2003 | Milagrosa Martínez                                                                                               | PPCV           |
| 2003-2007 | Milagrosa Martínez Rafa Sáez                                                                                     | PPCV           |
| 2007-2011 | Mariano Beltrá Alted                                                                                             | PSPV-PSOE      |
| 2011-2015 | Milagrosa Martínez                                                                                               | PPCV           |
| 2015-2019 | Francisco José Martínez Alted (2015-2016) Armando Esteve López (2016-2019) (Moción de censura con apoyo de PPCV) | PSPV-PSOE UPyD |
| 2019-2023 | Francisco José Martínez Alted                                                                                    | PSPV-PSOE      |
| 2023-act. | Francisco José Martínez Alted                                                                                    | PSPV-PSOE      |

## Patrimonio
- Iglesia Arciprestal de San Pedro, iniciada en 1553 y reformada en estilo barroco en el siglo XVIII.
- Iglesia de San Roque, de 1663.
- Museo Arqueológico Municipal, instalado en la Casa de la Cultura.
- Casa-Museo Modernista, proyectada por el arquitecto murciano Pedro Cerdán (1900-1904).
- Centro Cultural Gómez-Tortosa, ocupando una construcción modernista de 1902.
- Casa Mira, edificio modernista de 1908.
- Sociedad Cultural Casino de Novelda (1888).
- Ayuntamiento, edificio del siglo XVII, ocupando el lugar de la antigua Lonja de Aguas.
- Glorieta de Novelda, espacio urbano de finales del siglo XIX.
- En las faldas de la Colina de la Mola, al noroeste de la ciudad, se encuentran el Castillo de la Mola, de origen almohade, y el Santuario de Santa María Magdalena, obra modernista del ingeniero noveldense José Sala Sala (1918-1946) inspirada en la Sagrada Familia de Barcelona.[cita requerida]

## Cultura

### Religión
En Novelda algunas personas han tenido gran devoción a tres personalidades:
1. María Magdalena, a la que Jesús, según algunas escrituras, le libró de siete demonios y a la que se apareció Cristo Resucitado en el sepulcro. Jesús la llamó: ¡María! Y esta contestó: ¡Rabonni! que significa Maestro. [cita requerida]

Fue nombrada patrona de la ciudad tras la protección que se le atribuyó debido a una plaga de cólera que nunca llegó a azotar la ciudad pero sí las vecinas.
1. San Roque, patrón del barrio de este nombre y de la parroquia allí ubicada, la construcción de su iglesia se debe a la protección que este santo hizo a la villa frente a una plaga de langostas que en esos momentos asolaba las tierras vecinas. En 1960 se designó parroquia, inaugurándola como tal el obispo de la diócesis de Orihuela-Alicante. [cita requerida]
2. San Pedro, patrón de la ciudad y titular de la parroquia mayor que está ubicada en el centro de la ciudad.[15]

#### Precedentes de la Parroquia
En el año 1243 Novelda es reconquistada definitivamente por los ejércitos cristianos de Castilla, pasando a formar parte, hasta el año 1252, del Reino de Murcia. Y siguiendo la costumbre de los cristianos, la mezquita principal del enclave musulmán es demolida y en su lugar se construyó la primera iglesia de Novelda, bajo la advocación de La Natividad de Nuestra Señora Santa María.
Después de la conquista del Reino de Murcia por las tropas aragonesas de Jaime II se firma el Pacto de Torrellas-Elche, en 1305, con lo que Novelda pasa definitivamente a pertenecer al Reino de Valencia, de la Corona de Aragón.
La historia del templo de San Pedro comienza a partir del siglo XVI, cuando Novelda aumenta considerablemente su población de cristianos, nuevos colonos e hijos de los primeros nacidos ya en el lugar, por lo que en el año 1553, quedándose pequeña la antigua parroquia de La Natividad, se comienza la construcción del actual templo de San Pedro Apóstol. Por el empuje de la mayoría cristiana, en 1565, los moriscos de la villa son obligados a bautizarse en la pila bautismal de la iglesia, aún sin concluir.
En 1602 se dan por terminadas las obras previstas, celebrándose en la flamante parroquia el Sacramento de la Confirmación por el Obispo de Orihuela Joseph Esteve. El templo ocupaba una superficie de unos 370 m², con nave principal con ocho capillas, baptisterio junto a la puerta principal, Altar Mayor y sacristía. Toda la fábrica la terminó el arquitecto Joseph Bernabéu, incluido el campanario, que se terminó de coronar en 1605. 
Cuatro años más tarde, en 1609, los moriscos de Novelda son definitivamente expulsados, quedando la población reducida a la mitad, menos de 2000 habitantes. Este descenso demográfico se vio agravado durante todo el siglo XVII por constantes epidemias y sequías. Esto es paradójico, pues la nueva iglesia se construyó por el aumento de habitantes y cuando se concluyen las obras, precisamente, la población cae drásticamente y no se empieza a recuperar hasta el siglo siguiente.
En 1635 se concluye el retablo del Altar Mayor, obra de Antonio Torreblanca, rematado por una talla del titular, San Pedro, del escultor Antonio López.
En el siglo XVIII, con un nuevo aumento demográfico espectacular que lleva a la villa a casi 8000 habitantes, se decide agrandar la iglesia, prolongando la nave con el crucero y retrasando el Altar Mayor hasta el remate de la cruz. A ambos lados del presbiterio se sitúan dos medias naves laterales, con nueva sacristía e instalaciones. Asimismo, se añade la capilla de La Aurora en el lado de la Epístola del brazo del crucero y se embellece la puerta principal con la portada barroca. Todas estas obras fueron realizadas por Francisco Aznar y se concluyeron en 1742.
En 1778 el Obispo José Tormo crea el Cuerpo Clerical de la parroquia con veintiuna plazas de eclesiásticos. En 1906 el campanario sufre peligro de derrumbe, y es demolido y reinaugurado uno de nueva planta en 1910, obra de Francisco López. En 1936 el interior del templo fue expoliado y destruido y se utilizó como almacén y garaje. Fue reconstruido de nuevo al finalizar la Guerra Civil.

#### Instituciones religiosas educativas y asistenciales
- Colegio Padre Dehon: se trata de un colegio de Sacerdotes del Sagrado Corazón de Jesús, el único fundado en vida de su fundador, padre León Dehon. Actualmente es uno de los centros con mayor número de alumnos, alrededor de 1150.

- Colegio de las Carmelitas Misioneras Teresianas: centro religioso que cuenta con 400 alumnos.

- Colegio Oratorio Festivo: es uno de los once colegios diocesanos de la provincia. Tiene 700 alumnos y es gestionado por los sacerdotes de la Parroquia de San Pedro.

- Colegio San José de Cluny: perteneciente a la congregación de las Hermanas de San José de Cluny, que cuenta con 400 alumnos. Su Fundadora es la beata Ana María de Javohuey.

- Hogar de las Hermanitas de los Ancianos Desamparados: cuenta con 100 ancianos de Novelda y del resto de la comarca, y es sostenido por donativos y ofrendas. Pertenece a las Hermanitas de los Ancianos Desamparados, congregación fundada por santa Teresa de Jesús Jornet e Ibars.
- Iglesia Bautista Príncipe de Paz.
- Cofradía del Ecce-Homo.[16]
- Muy ilustre archicofradía de nuestra señora del Perpetuo Socorro de Novelda.[17]
- Cofradía Madre del Divino Amor.[18]
- Asociación mayordomía de San Roque.
- Hermandad del Santo Encuentro.[19]
- Junta mayor de cofradías y hermandades de Semana Santa de Novelda.
- Cofradía de la Santa Mujer Verónica.
- Cofradía del Santísimo Cristo de la Agonía.
- Hermandad de Nuestro Padre Jesús Nazareno.
- Cofradía de la Flagelación.
- Cofradía Nuestra Señora de los Dolores.
- Cofradía de la Flagelación.
- Hermandad del Santo Sepulcro.
- Comunidad de la Beata Ana María Javouhey.
- Casa Colegio Seminario Menor.[20][21]

### Gastronomía
Novelda ha recogido las influencias gastronómicas de toda la zona hasta sacar lo mejor y ofrecerlo en un menú en el que destacan:
- Gazpachos (caldo con torta troceada y conejo).
- Fasegures (relleno de carne picada especiada).
- Gachamiga (torta de harina mezclada con agua, aceite y ajo).
- Arroz con conejo y caracoles.
- Ajos en giraboix, un plato que combina la cola de ternera con tomates secos, ñoras, ajos, cebollas, cardos, morcillas blancas y duras, patatas y aceite, hígado de pollo, huevos duros y pan tostado.
- Caldo noveldense, elaborado con tomates maduros, berenjena, pimiento rojo, cebolla, anchoas, olivas y un diente de ajo.
- Bullitori de bacalao, que se suele consumir los viernes de Cuaresma.
- Forment picat, que es trigo picado.
- Arroz caldoso con verduras.
- Puchero (caldo de cocido con carne).
- Xanxullo,[22] un plato aperitivo que mezcla patatas chips, berberechos, aceitunas y boquerones en vinagre, fue creado por Pedro García García.[23]

#### Uva
La uva es uno de los frutos más consumidos en la cuenca mediterránea. Según un estudio de científicos de Illinois (EE. UU.) junto a los de la Facultad de Farmacia de la Universidad Complutense de Madrid, las uvas de mesa del Vinalopó contienen cantidades de resveratrol, un antioxidante natural potente y altamente anticancerígena.
Los cultivos de uva se vieron afectados por una plaga de cochylis a finales del siglo XIX y principios del XX, un género de polillas de la familia Tortricidae. Como solución al problema, Manuel Bonmatí Abad (1883-1969), tuvo la idea de cubrir los racimos con una bolsa de papel. Esta práctica obtuvo buenos resultados, ya que protegía a la uva de las plagas, además de dificultades meteorológicas y productos fitosanitarios.
El 20 de septiembre de 1988, organizaciones agrarias y asociaciones de agricultores solicitaron a la Consejería de Agricultura, Pesca y Alimentación de la Comunidad Valenciana la D.O.P. para la uva. Este organismo, junto al Ministerio de Agricultura, ratificaron la Denominación de Origen Protegida. La Unión Europea en 1996, mediante el reglamento (CE) 1107/96, reconoció como producto de calidad la uva embolsada de Vinalopó. 

#### Azafrán
Entre las especias con las que trata el comercio de Novelda, la más importante de ellas es el azafrán. Este ha conseguido que la ciudad se convirtiese en el epicentro de la industria de elaboración, envasado y comercialización de especias e infusiones. El inicio de esta práctica se remonta a principios del siglo XIX. En Valencia se había creado la Lonja del Azafrán, donde centralizaba la producción y comercialización. El azafrán se cultivaba en Albacete y Aragón, con unas propiedades únicas.
Los noveldenses compraban el azafrán en pueblos de Albacete y Aragón y lo transportaban en ferrocarril a almacenes de Novelda. En la segunda mitad de siglo XIX, el mercado indio revolucionó el sector debido a una gran demanda. Los hindúes recogían el azafrán puntos de comercio en Marsella y Londres. Los noveldenses se arraigaron a estas ciudades, instalando puntos de venta o consiguiendo asociaciones.
El comercio del azafrán sufrió una fuerte demanda a inicios del siglo XX en España, disparando su precio. En consecuencia, apareció el colorante alimentario, un sustituto económico. En el año 1963, el mecánico de motos de Novelda, Francisco Martínez Díez, creó una máquina capaz de embolsar el azafrán a una gran velocidad. Este invento, junto a la evolución del consumo a partir de 1970, provocó un nuevo auge en el comercio de esta especia.

### Fiestas

#### Moros y Cristianos
Entre el 19 y el 25 de julio tienen lugar las fiestas de Moros y Cristianos de Novelda. Son las fiestas principales de la ciudad. En 1969, se celebró un acto en el Castillo de la Mola denominado como "Día de los Castillos", que consistía en realizar actividades en relación con los Moros y Cristianos. Este evento sirvió como punto de partida para la celebración de estas fiestas.
En 1970, personas residentes en Novelda con relación a las fiestas de otras localidades, gestaron el que sería el primer desfile de Moros y Cristianos. La organización de estas fiestas se basa en dos comparsas: Astures, del bando cristiano, y Negres Betànics, del bando moro. En Novelda se llegó a un consenso para celebrar los Moros y Cristianos en honor a la patrona de su ciudad, Santa María Magdalena. Por este motivo, ambas festividades coinciden en fecha.
Las actividades de dichas fiestas son organizadas por la Federación de Comparsas Santa María Magdalena. Actualmente componen dicha Federación ocho comparsas. Tres del bando cristiano (Astures, Mozárabes y Zíngaros) y cinco del bando moro (Negres Betànic's. Árabes Beduinos, Piratas Berberiscos, Árabes Damasquinos y Árabes Omeyas). En 1973, se concretan los días 21 y el 23 como fechas concretas para la realización de los desfiles de Moros y Cristianos. El día 21 la Entrada cristiana, y el 23 la Entrada mora.
En el primer fin de semana de febrero se celebra el Mig Any Fester, donde se realizan actos que congregan a los festeros noveldense. Esta celebración se lleva a cabo porque es el punto medio entre los Moros y Cristianos pasados y los que están por llegar.

#### Fiestas patronales
Las fiestas patronales de Novelda coinciden con las de los Moros y Cristianos. Se celebran del 19 al 25 de julio. El 22 de julio se celebra la festividad de Santa María Magdalena, patrona de la ciudad. Fue un 19 de enero de 1866 cuando el Ayuntamiento de la ciudad acordó celebrar esta festividad anualmente. 
Los festejos han ido desarrollándose a lo largo del tiempo. Hoy día se celebra "la portà" de la Santa, donde la imagen de la Santa se porta desde el Santuario de María Magdalena a la ciudad de Novelda en romería. Otros actos celebrados durante la festividad son misas, ferias, procesiones, bailes y espectáculos como correfocs.

#### Carnaval
Otra fiesta propia de la ciudad es la "procesión de las 40 horas" que se celebra todos los martes de Carnaval. En este acto se saca la Sagrada Forma por las calles del centro de la ciudad. Llama la atención que en un día pagano como el Carnaval se celebre un acto religioso. El origen vino por una peste que azotó a la ciudad y, desde entonces, se le fue concedida a la ciudad este privilegio papal para solventar la pena.

#### Semana Santa
La Semana Santa, también podemos considerar como una de las tradiciones propias, religiosas, patrimoniales y populares que mantiene con arraigo esta población. Con casi 3000 cofrades de participación en la actualidad, se mantiene viva desde que en el año 1880 procesionó en Novelda de forma oficial el Santo Entierro. Es de gran belleza la mayoría del patrimonio escultórico procesional, teniendo en los Hermanos Blanco, uno de los máximos exponentes en Novelda de la imaginería valenciana del siglo XX.

#### Fiestas de barrios
Los barrios de Novelda celebran fiestas en honor a sus patronos. Estas abarcan de mayo a septiembre, y en ellas se realizan actos como procesiones, pasacalles o verbenas.
- Barrio La Vereda: Fin de semana del 29 de junio, en honor a San Pablo.
- Barrio La Garrova: Se celebra el segundo y tercer fin de semana en septiembre.
- Barrio Sagrado Corazón: Celebración el fin de semana posterior al Corpus.
- Barrio La Estación: Se celebra el fin de semana posterior al 17 de mayo.
- Barrio María Auxiliadora: La celebración se realiza el fin de semana que continúa al 24 de mayo.
- Barrio La Cruz: La celebración se lleva a cabo tras el 1 de mayo.
- Barrio San Roque: Se celebra en el día de la Asunción, que es el 15 de agosto.

## Deporte
El club deportivo más destacado de la ciudad es el Novelda CF, actualmente en tercera división. Disputa sus encuentros en el Estadio Municipal La Magdalena.
Cerca del estadio, se ubica la Ciudad Deportiva, la cual en 2022 recibió el nombre de Ciudad Deportiva Ramón Santos Campos, en reconocimiento a su figura, ya que fue conserje y encargado del mantenimiento de las instalaciones. También dispone de un velódromo, que aunque está sin mantenimiento municipal, lo usa el campeón de España de madison Julio Amores.

## Personas destacadas
- Manuel Alberola Sellés (1878-1932): También conocido como 'Manolico', fue miembro de la familia azafranera de los Alberola, considerada pionera en el comercio de esta especia. Fue el primer alcalde de Novelda en la II República. Fue querido y valorado por los noveldenses.
- Jesús Navarro Valero (1928-2012): Jesús fue un empresario noveldense cuya compañía era Carmencita S.A., una empresa líder en el sector agroalimentario. Fue nombrado Hijo Predilecto de Novelda en enero del 2012.
- Josep Ramon Gomis (1856-1939): compositor y organista.[32]

## Hermanamientos
El municipio de Novelda está hermanado con las siguientes localidades:
- Bir Lehlu, Sáhara Occidental
- Camagüey, Cuba
- Carrara, Italia